# NOD1
Le NOD1 (pour « Nucleotide-binding oligomerization domain-containing protein 1 ») est une protéine récepteur de type NOD. Son gène est le NOD1, situé sur le chromosome 7 humain.

## Rôles
Il est exprimé dans divers organes dans le monde animal.
Il stimule l'apoptose.
Il est exprimé par les cardiomyocytes, particulièrement en cas de diabète de type 2. Il intervient également dans la genèse de l'athérome. Il active le NF-κB, pouvant induire une dysfonction du muscle cardiaque. Son expression est aussi augmentée en cas d'insuffisance cardiaque, modulant le calcium intra cellulaire.